# Estanislau Amadeu Kreutz
Estanislau Amadeu Kreutz (* 1. Juli 1928 in Santo Cristo; † 6. Juli 2014 in Santo Ângelo) war römisch-katholischer Bischof von Santo Ângelo.

## Leben
Estanislau Amadeu Kreutz, eines von 13 Kindern aus der Ehe der Deutschbrasilianer Jorge Kreutz und Catharina Gertrudes Puhl Kreutz, studierte Philosophie und Theologie in São Leopoldo (RS). Er empfing am 28. November 1954 in der Kathedrale von Santo Ângelo durch Bischof João Cláudio Colling die Priesterweihe. Er war zunächst Pfarrvikar in Tucunduva und von 1956 bis 1959 Pfarrer von Campina und verschiedenen Missionsstationen. Von 1960 bis 1963 war er Rektor des Diözesanpriesterseminars von Cerro Largo. Anschließend absolvierte er von 1963 bis 1967 ein Studium der Religionssoziologie in Rom und ein Französischstudium am Institut Catholique de Paris sowie ein Doktoratsstudium in Systematischer Theologie an der Päpstlichen Universität Heiliger Thomas von Aquin in Rom.
Von 1968 bis 1969 war er Professor der Theologie am Großen Seminar von Maior de Viamão (RS); 1970 bis 1971 war er Rektor und Professor am Seminar Padre Adolfo Gallas in Santo Cristo (RS). 1972 wurde er persönlicher Sekretär von Aloísio Lorscheider.
Papst Paul VI. ernannte ihn am 10. Juni 1972 zum Weihbischof in Santo Ângelo und Titularbischof von Maronana. Der Bischof von Santo Ângelo Aloísio Lorscheider OFM spendete ihm am 17. September desselben Jahres die Bischofsweihe; Mitkonsekratoren waren João Cláudio Colling, Bischof von Passo Fundo, und Augusto Petró, Bischof von Uruguaiana. Sein bischöflicher Wahlspruch war „Spe gaudentes, froh in der Hoffnung“ (Röm 12,12 ).
Am 21. Dezember 1973 wurde er zum Bischof von Santo Ângelo ernannt. Er gründete über 400 neue katholische Pfarrgemeinden und 15 Pfarrverbände. Dom Estanislau weihte 154 Priester und Ordensleute. Er arbeitete eng mit Adveniat zusammen. Kreutz war Vizepräsident, später Präsident der regionalen Bischofskonferenz der Region Süd-3 (Rio Grande do Sul) sowie Bischof für die Berufungen und die Jugend in der Region Süd-3.
Am 15. Juni 2004 nahm Papst Johannes Paul II. seinen altersbedingten Rücktritt an.
Estanislau Amadeu Kreutz galt als einer der Experten für die Jesuitenreduktionen der Guaraní. Er hat mehrere Schriften in portugiesischer Sprache dazu veröffentlicht.